# Амхерст (Небраска)
Амхерст (енгл. Amherst) град је у америчкој савезној држави Небраска.

## Демографија
По попису из 2010. године број становника је 248, што је 29 (-10,5%) становника мање него 2000. године.
| Група             | 2000.       | 2010.       |
| Белци             | 274 (98,9%) | 240 (96,8%) |
| Афроамериканци    | 0 (0,0%)    | 0 (0,0%)    |
| Азијати           | 1 (0,4%)    | 1 (0,4%)    |
| Хиспаноамериканци | 0 (0,0%)    | 5 (2,0%)    |
| Укупно            | 277         | 248         |